# Sido Mukti (Padang Jaya)
Sido Mukti is een bestuurslaag in het regentschap Bengkulu Utara van de provincie Bengkulu, Indonesië. Sido Mukti telt 3960 inwoners (volkstelling 2010).